# Аксаково
Аксаково (буг. Аксаково) град је у Републици Бугарској, у источном делу земље, седиште истоимене општине Аксаково у оквиру Варненске области.

## Географија
Положај: Аксаково се налази у источном делу Бугарске. Од престонице Софије град је удаљен 440 km источно, а од обласног средишта, Варне град је удаљен 10 km северозападно, па је Аксаково њено предграђе.
Рељеф: Област Аксакова се налази недалеко од Црног мора, у подручју приобалног побрђа. Град је смештен у омањој долини, на 100 m надморске висине.
Клима: Клима у Аксакову је континентална.
Воде: Аксаково се налази у подручју са више мањих водотока.

## Историја
Област Аксакова је првобитно било насељено Трачанима, а после њих овом облашћу владају стари Рим и Византија. Јужни Словени ово подручеје насељавају у 7. веку. Од 9. века до 1388. године област је била у саставу средњовековне Бугарске. Тада се насеље са тврђавом називало Овеч.
Крајем 14. века област Аксакова је пала под власт Османлија, који владају облашћу 5 векова.
Године 1878. град је постао део савремене бугарске државе. Насеље постоје убрзо средиште окупљања за села у околини, са више јавних установа и трговиштем.

## Становништво
| 1934. | 1946. | 1956. | 1965. | 1975. | 1985. | 1992. | 2001. | 2011. |
| ----- | ----- | ----- | ----- | ----- | ----- | ----- | ----- | ----- |
| 1.217 | 1.153 | 1.119 | 1.940 | 5.055 | 6.131 | 7.039 | 7.269 | 7.801 |

По проценама из 2020. године Аксаково је имало око 8.200 становника. Већина градског становништва су етнички Бугари. Остатак су махом Роми. Последњих деценија град има пораст становништва, везан за ширење градског подручја оближње Варне.
Претежна вероисповест месног становништва је православље.

## Партнерски градови
- Игуалада